# Ascensorul Poelaert
Ascensorul Poelaert (în franceză Ascenseurs Poelaert, în neerlandeză Poelaert liften), în limbaj popular Ascensorul din Marolles (în franceză Ascenseur(s) des Marolles, în neerlandeză Liften van de Marollen) este un ascensor pentru persoane în cartierul Marolles / Marollen din orașul Bruxelles, capitala Belgiei. Ascensorul conectează piața Place de l'Épée (anterior Breughel l'Ancien) din orașul de jos cu Piața Poelaert din orașul de sus, în imediata apropiere a Palatului de Justiție.
Ascensorul este compus din două lifturi independente, de unde și pluralul folosit uneori pentru denumirea lui, „ascensoarele” (în franceză ascenseurs, în neerlandeză liften).

## Construcție și exploatare
Ideea construirii unui mijloc de transport care să conecteze cartierul Marolles / Marollen și Piața Poelaert este mult mai veche, în secolul al XIX-lea fiind propusă realizarea în acest scop a unui funicular. La începutul anilor 1990, arhitectul Patrice Neirinck de la biroul de arhitectură AVA Architects a promovat conceptul construirii unui ascensor care să permită transportul de persoane pe verticală. Prin propunerea respectivă se urmărea „dezenclavizarea cartierului Marolles” și „readucerea la viață a Pieței de l'Épée”, situată la partea inferioară, transformând-o într-un loc de trecere. 

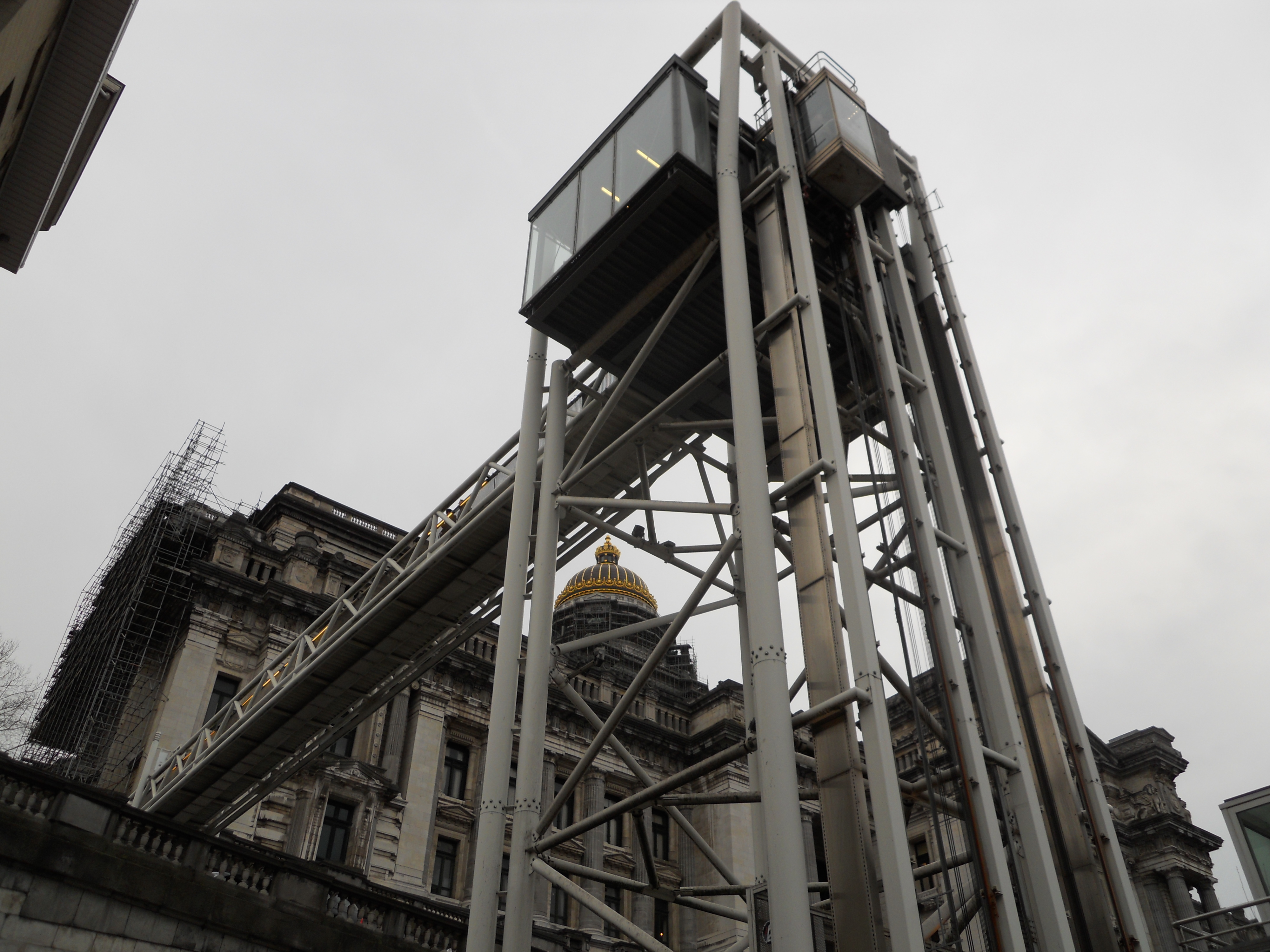
Vedere de la baza ascensorului.

Antreprenorul general al lucrării a fost desemnat compania CFE, iar furnitura celor două ascensoare și sistemul electromecanic au fost asigurate de compania Schindler. Proiectul arhitectonic a fost executat de biroul AVA Architects, sub coordonarea arhitectului Patrice Neirinck, în timp ce biroul Verdeyen & Moenaert s-a ocupat de studiul de stabilitate.
Lucrarea a costat aproximativ 78 milioane de franci belgieni (circa 2 milioane de euro de la acea dată), din care 51 milioane de franci (circa 1,25 milioane de euro) grosul investiției, iar 27 milioane de franci (circa 676.000 de euro) costul ascensoarelor. Finanțarea a fost asigurată de Regiunea Capitalei Bruxelles și de guvernul federal, în cadrul unui acord de cooperare. Ministerul Comunicațiilor și Infrastructurii a fost însărcinat cu managementul de proiect, primind asistență tehnică de la Regia de Construcții Electromecanice.
După construcția turnului ascensorului a fost montată viitoarea pasarelă metalică între partea superioară și Piața Poelaert. În lungime de 36 de metri, pasarela a fost confecționată la Geel și transportată la Bruxelles cu ajutorul unui convoi special, sosind pe esplanada Palatului Justiției în jurul orei 10:00, pe data de 13 octombrie 2001. Întregul ascensor a fost inaugurat în iunie 2002 și a devenit una din atracțiile zonei. Administrarea și exploatarea lui a fost încredințată de municipalitate companiei de transport în comun MIVB / STIB.
În aprilie 2018, de structura ascensorului au fost atârnate 1.300 de tricouri colorate, în cadrul lucrării intitulate „If I Had Wings”, un experiment cultural al artistei finlandeze Kaarina Kaikkonen.
Funcționarea noului ascensor a fost însă marcată de numeroase probleme tehnice, prima fiind semnalată la doar o lună de la inaugurare, pe 21 iulie 2002. În 2019 spre exemplu, compania MIVB / STIB a trebuit să intervină în total de 131 de ori pentru a remedia penele apărute la cele două lifturi: 43 de pene la unul din ele, 88 de pene la celălalt. Principalele motive care au dus la oprirea funcționării lifturilor au fost condițiile meteorologice nefavorabile și vandalismul.
În iulie 2020, ministrul Mobilității și Lucrărilor Publice din Regiunea Capitalei Bruxelles, Elke Van den Brandt, a confirmat că ascensorul va fi supus unor lucrări de reabilitare în primul trimestru al anului 2021.
Circa un milion de oameni folosesc ascensorul în fiecare an.

## Caracteristici tehnice și dimensionale

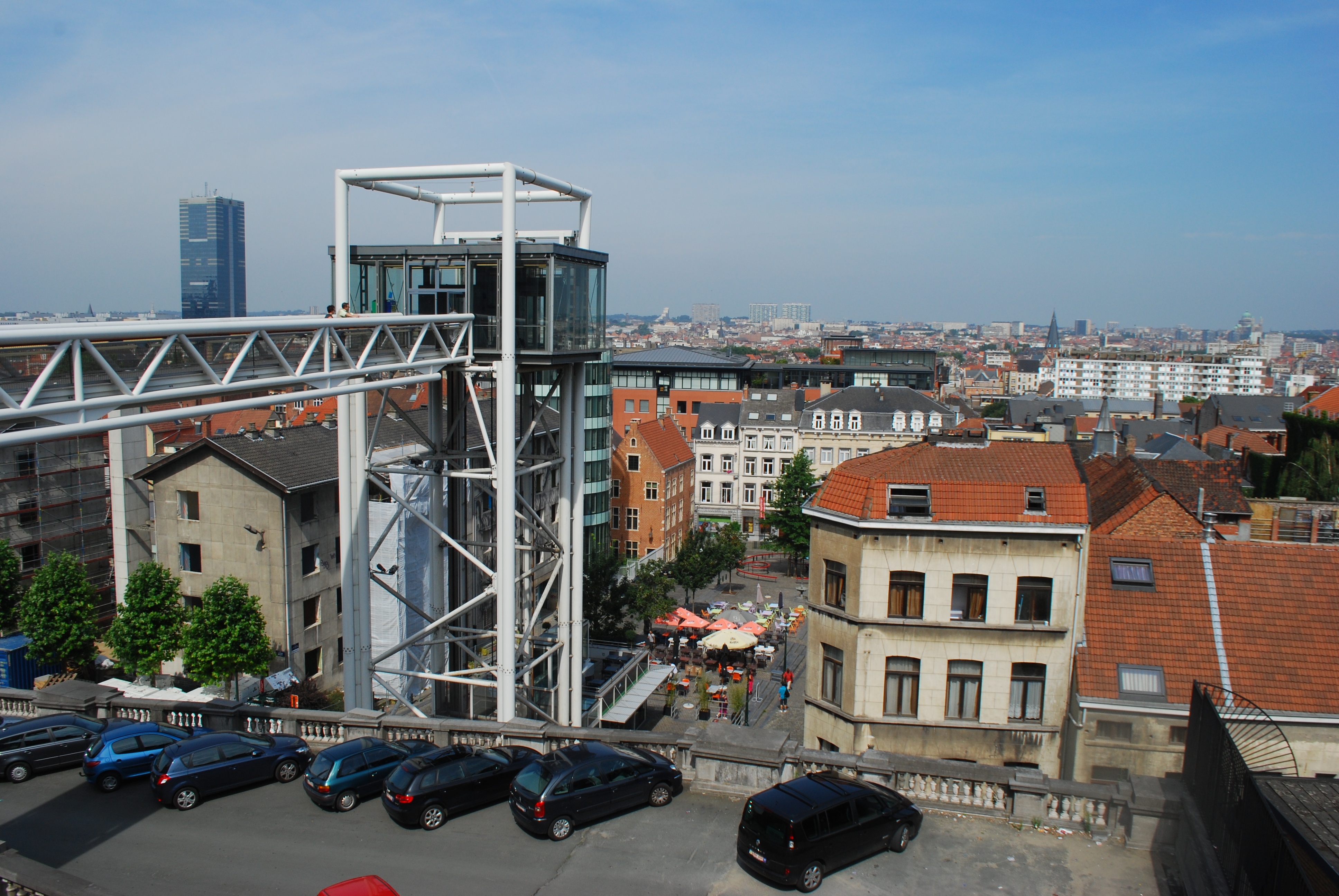
Vedere din Piața Poelaert.

Ascensorul din Marolles are următoarele caracteristici tehnice și dimensionale principale:
| Date tehnice       | Date tehnice                     | Date tehnice |
| Caracteristică     | Valoare                          |              |
| ------------------ | -------------------------------- | ------------ |
| Număr lifturi      | 2                                |              |
| Înălțime           | 27,70 m                          |              |
| Lungimea pasarelei | 35,50 m                          |              |
| Masă totală        | 100 t                            |              |
| Sarcină utilă      | 1.250 kg (16 persoane pe cabină) |              |
| Viteza cursei      | 1 m/s                            |              |

## Program
Ascensorul Poelaert funcționează șapte zile din șapte, între orele 06:00 și 23:00. Funcționarea sa este automatizată, iar instalația este adaptată să transporte și biciclete sau persoane în scaune cu rotile.
Utilizarea ascensorului este gratuită.